# Точак (Слуњ)
Точак је насељено мјесто града Слуња, на Кордуну, Карловачка жупанија, Република Хрватска.

## Географија
Точак се налази око 22 км сјеверно од Слуња.

## Историја
Точак се од распада Југославије до августа 1995. године налазио у Републици Српској Крајини.

## Становништво
Према попису становништва из 2011. године, насеље Точак је имало 70 становника.
| Националност       | 1991. | 1981. | 1971. | 1961. |
| Срби               | 144   | 137   | 159   | 194   |
| Југословени        |       | 5     | 4     |       |
| Хрвати             | 1     |       | 1     | 3     |
| остали и непознато | 2     | 1     |       |       |
| Укупно             | 147   | 143   | 164   | 197   |

| Демографија | Демографија | Демографија |
| Година      | Становника  | Становника  |
| ----------- | ----------- | ----------- |
| 1961.       | 197         |             |
| 1971.       | 164         |             |
| 1981.       | 143         |             |
| 1991.       | 147         |             |
| 2001.       | 60          |             |
| 2011.       |             | 70          |